# Raoumdé
Raoumdé, également orthographié Roumdé, est une localité située dans le département de Tougo de la province du Zondoma dans la région Nord au Burkina Faso.

## Géographie
Raoumdé est situé à environ 17 km au sud-ouest du centre de Tougo, le chef-lieu du département, à 5 km au nord-ouest de Ridimbo et à 12 km au sud-est Gourcy et de la route nationale 2.

## Santé et éducation
Le centre de soins le plus proche de Raoumdé est le centre de santé et de promotion sociale (CSPS) de Ridimbo tandis que le centre médical avec antenne chirurgicale (CMA) de la province se trouve à Gourcy.